# راهیر

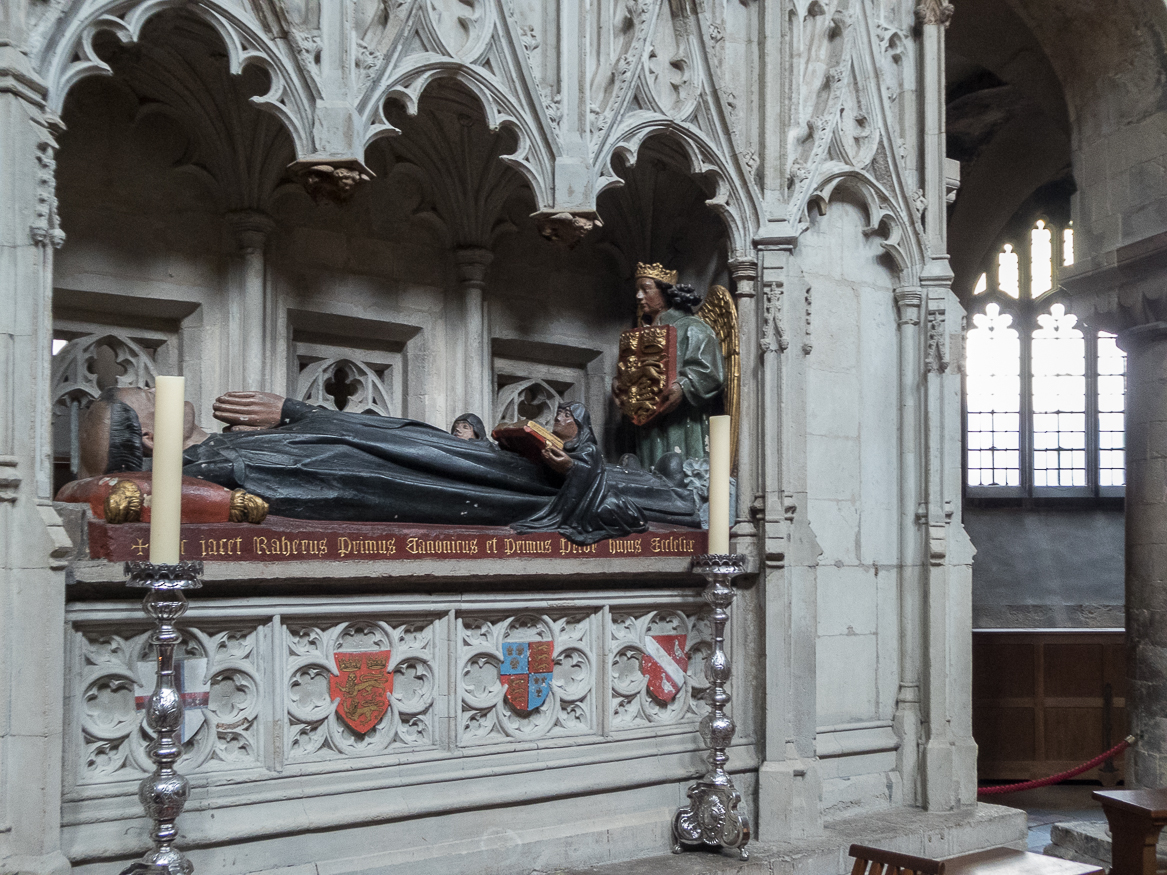
مقبرهٔ راهیر در کلیسای سنت بارتلمه کبیر

راهیر (انگلیسی: Rahere؛ ‏ [ɹaˈhɪə(ɹ)]) کشیش، راهب و خادم آنگلو-نورمنِ مسیح بود. او مورد علاقه شاه هنری اول بود و بیشتر به دلیل بنیان‌گذاری  کلیسای سنت بارتلمه و بیمارستان سنت بارتلمه در سال ۱۱۲۳ مشهور است.
بسیاری از جزئیات زندگی راهیر نامعلوم است و به گونه‌های مختلف به عنوان یک روحانی، درباری، منشی و دلقک دربار توصیف شده است، اما بدون شک شخصی به نام راهیر وجود داشته و بسیاری از کارهایی را که افسانه‌ها دربارهٔ او می‌گویند، انجام داده است. او ممکن است در مقاطع مختلف زندگی اش در نقش همه موارد یاد شده ظاهر شده باشد.
در یک منشور سلطنتی متعلق به سال ۱۱۱۵ میلادی، نامِ راهیر به عنوان سرپرست کشیشان کلیسای جامع قدیمی سنت پل ذکر شده است. در یک سفر زیارتی به رم، او بیمار شد و شهود و رؤیایی از ناتانائیل داشت که او را راهنمایی کرد تا یک بیمارستان مذهبی بنیان بگذارد. پس از بازگشت به انگلستان، او از این فراخوان پیروی کرد و صومعه‌ای را در اسمیت‌فیلد در لندن تأسیس کرد، که خودش به عنوان سرپرست آن منصوب شد، و تا پاین عمر هم همان سِـمَت را حفظ کرد. یک مقبره مزین به یاد او را می‌توان در داخل  کلیسای سنت بارتلمه کبیر یافت.
رودیارد کیپلینگ شهری به نام «راهیر» دربارهٔ او سروده است.